# Pekingsångare
Pekingsångare (Rhopophilus pekinensis) är en östasiatisk tätting som numera placeras i familjen papegojnäbbar.

## Kännetecken

### Utseende
Pekingsångaren är en liten (15-17 cm), gråbrun tätting med mycket lång, avsmalnad stjärt, påminnande om en prinia. På huvudet syns ett grått ögonbrynssstreck över ett ljust öga samt svart tygel och mustaschstreck. Ovansidan är kraftigt svartstreckad, förutom som är ostreckat brun. Den långa stjärten är blekgrå i spetsen. Undersidan är vit med rost- eller kastanjebrun streckning på bröstsidorna och flankerna. Undergumpen är rostbrun.
Liknande tarimsångaren, tidigare behandlad som underart, har mörka ögon, svagare streckad på hjässa och undertill, gråare hjässa och stjärt samt är större.

### Läten
Bland lätena hörs mjuka toner som yttras i duett, i engelsk litteratur återgiven som "chee-anh"; även serier med mjuka, behagliga, fallande "dear dear dear...".

## Utbredning och systematik
Pekingsångare förekommer i centrala och nordöstra Kina samt på norra Koreahalvön. Den behandlas som monotypisk, det vill säga att den inte delas in i några underarter. Tarimsångare (R. albosuperciliaris) behandlades tidigare som underart till pekingsångare, men urskiljs numera som egen art på basis av avvikande utseende, läten och ekologi, där tarimsångaren förekommer i mycket torrare, mer ökenlik miljö.

### Familjetillhörighet
Tidigare ansågs pekingsångaren vara en medlem av familjen cistikolor (Cisticolidae), då under det svenska namnet kinesisk snårsångare. DNA-studier visar dock att den tillhör en grupp små tättingar bestående av papegojnäbbar (Conostoma samt det numera uppdelade släktet Paradoxornis), den amerikanska arten messmyg, samt en handfull släkten som tidigare också ansågs vara timalior (Fulvetta, Lioparus, Myzornis, Chrysomma och Moupinia). Denna grupp är i sin tur närmast släkt med sylvior i Sylviidae och har tidigare inkluderats i den familjen. Enligt sentida studier skilde sig dock de båda grupperna sig åt för hela cirka 19 miljoner år sedan, varför tongivande International Ornithological Congress (IOC) numera urskilt dem till en egen familj, Paradoxornithidae. Denna linje följs här.

## Levnadssätt
Pekingsångaren påträffas i torra, bergsbelägna buskmarker med spridda tallar och högt gräs. Information om föda saknas, men tros bestå av ryggradslösa djur. Utanför häckningstid bildar den flockar, ibland med andra timalior. Fågeln häckar i maj. Arten är huvudsakligen stannfågel, men vissa utför rörelser vintertid, bland annat till Sydkorea.

## Status och hot
Arten har ett stort utbredningsområde och en stor population, men tros minska i antal, dock inte tillräckligt kraftigt för att den ska betraktas som hotad. Internationella naturvårdsunionen IUCN kategoriserar därför arten som livskraftig (LC).